# Chipkort
Et chipkort er typisk et plastickort hvor data er lagret på en elektronisk chip i stedet for (eller samtidig med) en magnetstribe eller en stregkode.
På betalingskort og flere andre steder menes chipkort at være mere sikre mod forfalskninger end magnetstribekort.
De fleste kender chippen fra deres Dankort, simkort eller telefonkort til telefonboksen.
| Hardware | Spire Denne artikel om computere og anden hardware er en spire som bør udbygges. Du er velkommen til at hjælpe Wikipedia ved at udvide den. |